# Carate Brianza

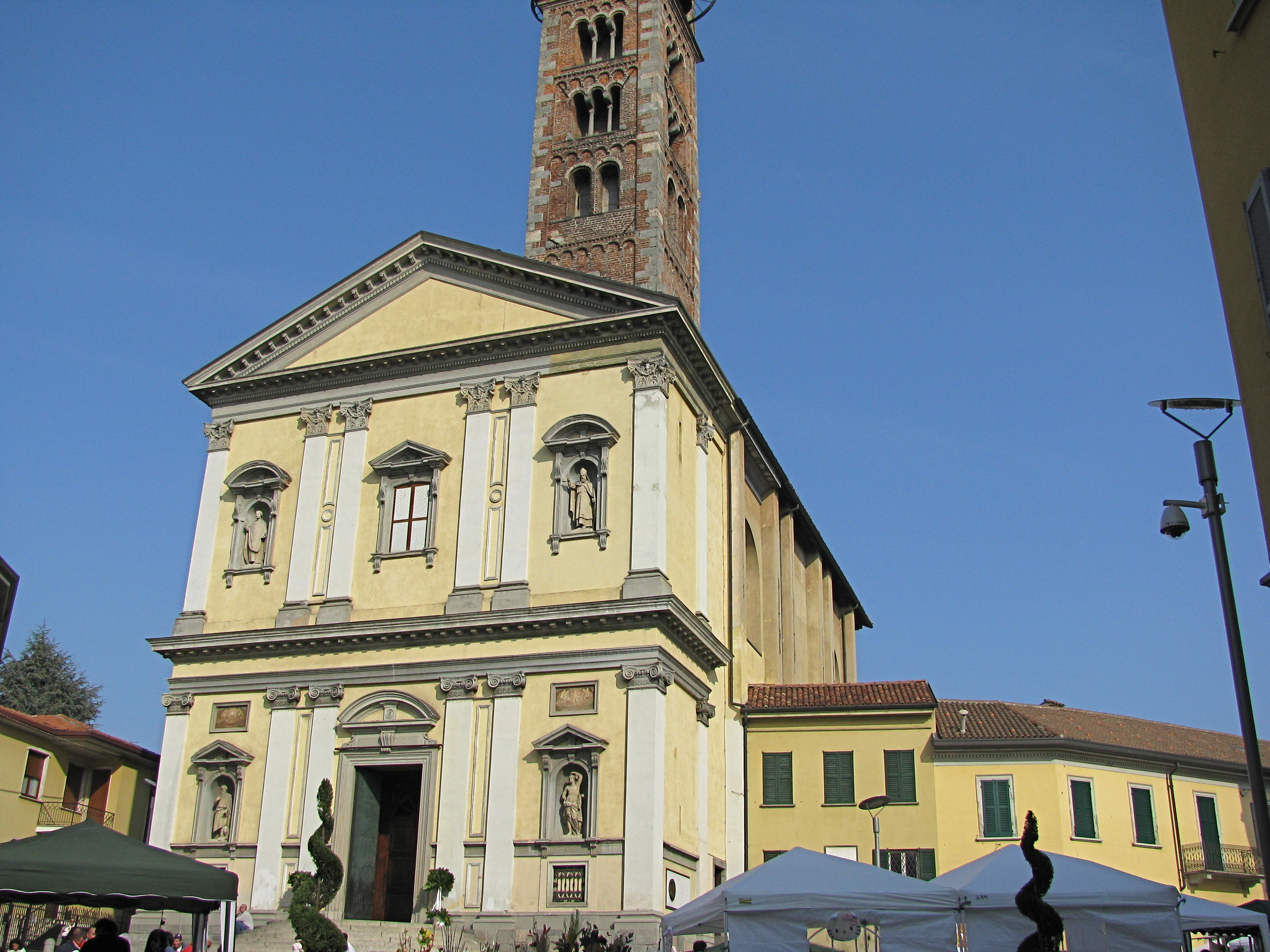
Kirche in Carate Brianza

Carate Brianza ist eine norditalienische Gemeinde (comune) mit 17.922 Einwohnern (Stand 31. Dezember 2023) in der Provinz Monza und Brianza in der Lombardei. Die Gemeinde liegt etwa 13 Kilometer nördlich von Monza am Lambro am Rande des Parco della Valle del Lambro.

## Geschichte
Besiedlungsfunde aus dem Mittelalter sind heute im archäologischen Museum von Mailand zu finden. Im Frühmittelalter ist der Bau eines Turmes durch die lombardische Königin Theudelinde bezeugt.

## Verkehr
Der Ort liegt nahe der Strada Statale 36 von Mailand nach Lecco. Die frühere Überlandstraßenbahn nach Mailand ist seit 1982 stillgelegt. Allerdings besteht ein Bahnhof (Carate Calò) an der nicht elektrifizierten Eisenbahnstrecke von Monza nach Molteno.

## Sport
In Carate Brianza war einige Jahre lang der Automobilsportrennstall Team Merzario ansässig, das mit selbst konstruierten Fahrzeugen von 1977 bis 1979 an der Formel-1-Weltmeisterschaft und später an der Formel-2-Europameisterschaft teilnahm.

## Persönlichkeiten
- Gian Domenico Romagnosi (1761–1835), Jurist und Naturwissenschaftler, lebte eine Zeitlang in Carate Brianza
- Pietro Salvatore Colombo (1922–1989), Bischof von Mogadischu
- Roberto Vecchioni (* 1943), Cantautore und Schriftsteller
- Davide Viganò (* 1984), Radrennfahrer